# فخرية (اسم)
فخرية هو اسم علم مؤنث من أصل عربي، ومعناه هو منسوب إلى الشكر، المعتادة على الإكثار من الشكر والثناء للآخرين المعترفة بالجميل، مقدرة الإحسان.

## شخصيات تحمل الاسم
- فخرية أوجن (ممثلة تركية، 4 يونيو 1986[3] – )
- فخرية خميس (3 أبريل 1960 – )

## وصلات خارجية
- موسوعة السلطان قابوس لأسماء العرب نسخة محفوظة 5 أبريل 2019 على موقع واي باك مشين.